# Sami Zaoui
Sami Zaoui, né le 27 juillet 1965 à Sousse, est un expert-comptable et homme politique tunisien.
Il travaille chez Ernest & Young à Paris de 1987 à 1994 puis rejoint le cabinet AMC à Tunis.
Dans le gouvernement d'union nationale formé le 17 janvier 2011, il devient secrétaire d'État chargé des Technologies de la communication, poste qu'il occupe jusqu'à sa démission le 1er mars de la même année. Il devient ensuite coordinateur général du parti Afek Tounes.
Auparavant, il a présidé l'Association des Tunisiens des grandes écoles en Tunisie.
Il est marié et père de deux enfants.